# Bernhard Cullmann
Bernhard Cullmann (Rötsweiler, 1949. november 1. –) nyugatnémet válogatott világ- és Európa-bajnok német labdarúgó, középpályás. Fia Carsten Cullmann labdarúgó.

## Pályafutása

### Klubcsapatban
1961-ben az SpVgg Porz csapatában kezdte a labdarúgást. 1970 és 1984 között a teljes pályafutását az 1. FC Köln csapatában töltötte, ahol egyszeres bajnok és háromszoros kupagyőztes volt az együttessel. 341 nyugatnémet bajnoki mérkőzésen szerepelt és 21 gólt szerzett. 1984-ben fejezte be az aktív labdarúgást.

### A válogatottban
1973 és 1980 között 40 alkalommal szerepelt a nyugatnémet válogatottban és hat gólt szerzett. Tagja volt 1974-es világ- és 1980-asg Európa-bajnok csapatnak. 1972-73-ban háromszor szerepelt az U23-as, 1972 és 1978 között ötször a B-válogatottban.

## Sikerei, díjai
NSZK
- Világbajnokság
  - világbajnok: 1974, NSZK
- Európa-bajnokság
  - Európa-bajnok: 1980, Olaszország

 1. FC Köln
- Nyugatnémet bajnokság (Bundesliga)
  - bajnok: 1977–78
  - 2.: 1972–73, 1981–82
- Nyugatnémet kupa (DFP-Pokal)
  - győztes: 1977, 1978, 1983
  - döntős: 1971, 1973, 1980